# Johann Agricola Eisleben
 Johann Agricola Eisleben (* vor 1560; † 19. Oktober 1594) war ein deutscher Politiker und Bürgermeister von Berlin.

## Leben
Johann Agricola Eisleben war der Sohn des Johannes Agricola, der den Beinamen Eisleben oder Islebius nach seiner Heimatstadt Eisleben trug. Johann Agricola Eisleben wurde 1574 zum Bürgermeister von Berlin gewählt, das zu dieser Zeit noch nicht mit der Schwesterstadt Cölln vereinigt war. Er war u. a. Besitzer des sogenannten Hohen Weinbergs nordwestlich von Berlin.
Zunächst wurde sein Amt in Vertretung durch Thomas Matthias ausgeübt. Am 18. Februar 1575 legte Johann Agricola Eisleben den Bürgermeistereid ab und trat sein Amt an, das er bis zu seinem Tod am 19. Oktober 1594 ausübte.

## Verweise
1. ↑  electronic reproduction: hathitrust digital library, 2011. miaahdl
2. ↑  in Fraktur, Bibliografie Agricola: Seiten 351–352.

| Personendaten    | Personendaten                                 |
| ---------------- | --------------------------------------------- |
| NAME             | Eisleben, Johann Agricola                     |
| KURZBESCHREIBUNG | deutscher Politiker, Bürgermeister von Berlin |
| GEBURTSDATUM     | vor 1560                                      |
| STERBEDATUM      | 19. Oktober 1594                              |